# Der Dummschwätzer
Der Dummschwätzer (Originaltitel: Liar Liar) ist eine US-amerikanische Filmkomödie aus dem Jahr 1997. Der Regisseur war Tom Shadyac, das Drehbuch schrieben Paul Guay und Stephen Mazur. Die Hauptrolle spielte Jim Carrey.

## Handlung
Der geschiedene Fletcher Reede ist ein erfolgreicher Rechtsanwalt. Er enttäuscht häufig seinen fünfjährigen Sohn Max, da er seine Versprechen nicht einhält. Dadurch belastet er auch das Verhältnis zu seiner Exfrau Audrey weiter, obwohl er nach wie vor etwas für sie empfindet. Nachdem sein Vater ihn wieder einmal versetzt hat, wünscht sich Max auf seiner Geburtstagsfeier beim Kerzenausblasen, dass sein Vater 24 Stunden lang nicht lügen kann.
Der Wunsch von Max erfüllt sich, doch gerade an dem Tag hat Fletcher eine wichtige Gerichtsverhandlung. Reede soll in einer Scheidungsverhandlung trotz anderslautenden Ehevertrags für die Klientin Samantha Cole eine hohe Abfindung erstreiten – was wohl nur über Unwahrheiten gelingen kann. Als „Erfolgsprämie“ winkt eine Beteiligung an der Kanzlei. Alle Versuche, die Verhandlung vertagen zu lassen, scheitern an Fletchers neuer Ehrlichkeit. Schließlich kann er aufgrund falscher Altersangaben beweisen, dass der Ehevertrag nichtig ist und seine Mandantin rechtmäßigen Anspruch auf ihren Anteil am ehelichen Vermögen hat. Als Samantha jedoch aus reiner Geldgier auch noch das alleinige Sorgerecht für die gemeinsamen Kinder erstreiten will, rastet Fletcher aus und zweifelt lautstark das Urteilsvermögen des Richters an. Daraufhin verliert er seinen Arbeitsplatz und landet im Gefängnis. Fletchers ehemalige Sekretärin Greta stellt jedoch die Kaution für ihn und er kommt noch am selben Tag frei.
Inzwischen hat Fletcher festgestellt, wie wichtig Audrey und Max für ihn sind. Audrey hat sich jedoch inzwischen entschlossen, ihrem neuen Partner Jerry von Los Angeles nach Boston zu folgen, um Max weitere Enttäuschungen durch seinen Vater zu ersparen. Fletcher versucht, auf der Startbahn den Abflug des Flugzeugs zu verhindern, in dem Jerry, Audrey und Max sitzen. Es gelingt ihm, obwohl er dabei verunglückt.
Im nächsten Jahr sitzt Max wieder vor seiner Geburtstagstorte, die die einzige Lichtquelle im Raum ist. Als er die Kerze auspustet und es dunkel wird, vergehen einige Sekunden, bevor er das Licht wieder einschaltet. Man sieht Fletcher und Audrey, welche sich küssen. Fletcher stellt daraufhin die Frage an seinen Sohn, ob er sich gewünscht habe, dass Mammi und Daddy sich wieder vertragen. Die Antwort seines Sohnes ist: „Nein. Ich wollte ein Paar Rollerblades.“, woraufhin Audrey ihren Ex-Mann mit einem unsicheren Lächeln bittet, die Torte anzuschneiden.

## Kritiken
James Berardinelli schrieb auf ReelViews, der Film beinhalte Elemente eines Filmdramas, die nicht richtig funktionierten. Dennoch zählte er den Film  zu den amüsantesten Filmen mit Jim Carrey. Er lobte dessen komödiantische Fähigkeiten, kritisierte aber, dass die eigentliche Filmhandlung immer wieder auch die Grenzen seiner darstellerischen Möglichkeiten aufzeige.
Roger Ebert lobte in der Chicago Sun-Times vom 21. März 1997 sehr stark die Darstellung von Jim Carrey.

„Harmlose Komödie, die vollkommen vom Talent des Hauptdarstellers Jim Carrey abhängt, da allein sein furioses Spiel die Schwächen des Films überdeckt.“

## Auszeichnungen
Jim Carrey wurde für seine Rolle für die Filmpreise Golden Globe Award und Kids’ Choice Award nominiert; er gewann den MTV Movie Award und den Blockbuster Entertainment Award. Justin Cooper und Jennifer Tilly wurden für den Blockbuster Entertainment Award nominiert, Tilly zusätzlich auch für den Young Artist Award.
Der Film gewann als Beste Komödie den People’s Choice Award und wurde für den Kids’ Choice Award nominiert. John Debney gewann für die Filmmusik den Film & Television Music Award der American Society of Composers, Authors and Publishers.

## Trivia
- Obwohl Fletcher nicht lügen kann, greift er gegenüber seiner Sekretärin zur Notlüge „Ich habe Ihre Frage nicht richtig verstanden“, obwohl er das in der Szene vorher sehr wohl tat. Dies widerspricht eigentlich seinem Fluch.
- Außerdem stößt Fletcher bei seinen Fluchtversuchen gegen Wände, die eigentlich aus Stein oder Beton sein sollten, jedoch (vermutlich aufgrund einer Pappkulisse) beim Aufprall nachgeben.
- Der Schauspieler Jason Bernard, der den Richter spielt, starb kurz nach Fertigstellung des Films. Der Film wurde ihm gewidmet.[4]